# Zoomorphismus
Zoomorphismus (griechisch ζωον – Tier und μορφη – Form) bezeichnet
- eine Repräsentation
  - von Tiergestalten mittels Ornamenten (siehe Tierstil)
  - von Göttern, die in Tierform oder mit Tierattributen dargestellt werden
- die Verwandlung von Menschen in Tiere (siehe Therianthropie)
- eine Karikatur, die Personen zu entmenschlichen versucht, indem sie diese als Tiere darstellt

Zoomorph
- Adjektiv zu Zoomorphismus
- tierartig gestaltete Opferaltäre im Maya-Bereich (v. a. in Quiriguá)

Siehe auch
- Anthropomorphismus
- Formwandler